# Nadir al-Arbawi
Nadir al-Arbawi, arab. ‏نذير العرباوي‎ (ur. 26 września 1949 w Tibissie) – algierski dyplomata, szczypiornista, prawnik i polityk. Premier Algierii od 11 listopada 2023 roku.

## Życiorys
Studiował prawo na Uniwersytecie w Algierze. W młodości był reprezentantem Algierii w piłce ręcznej. W 2021 roku został wybrany na przedstawiciela Algierii w ONZ, a w 2023 na przewodniczącego sztabu prezydenta. Po odwołaniu Ajmana Bin Abd ar-Rahmana ze stanowiska premiera 11 listopada 2023 roku został przez prezydenta Abd al-Madżida Tabbuna wybrany na jego miejsce.